# Народы Китая

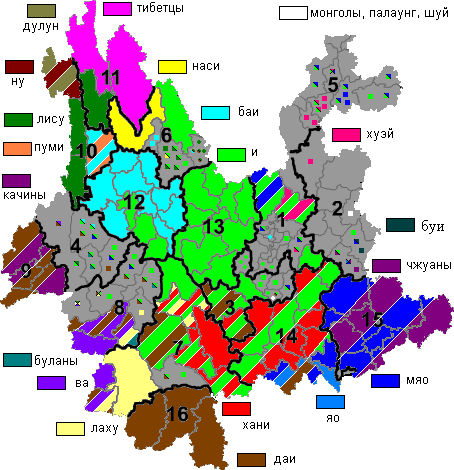
Национальные автономии в Юньнани

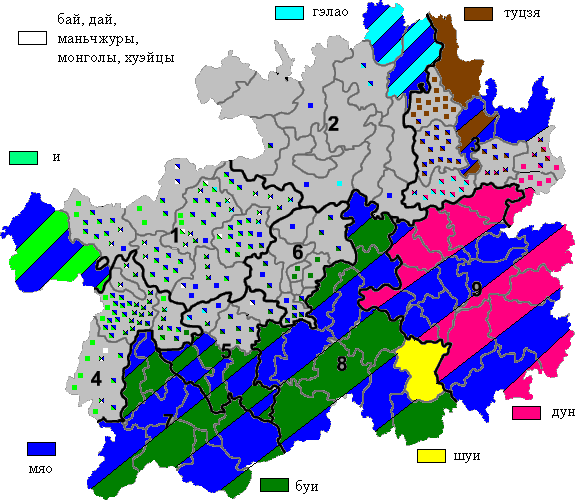
Автономии в Гуйчжоу

Официально в Китае насчитывается 56 национальностей. Так как ханьцы составляют примерно 91,11 % населения страны, остальные народы обычно называют национальными меньшинствами. По состоянию на 2020 г. их доля в населении составила 8,89%.
На практике многие малые этноязыковые группы объединены с более крупными и реальное число этнических групп заметно выше. Так, согласно Ethnologue, в Китае насчитывается 299 языков — 298 живых и один исчезнувший (чжурчжэньский).
Хотя большинство жителей южных провинций Китая говорят на китайских диалектах, значительно отличающихся от официального стандарта, основанного на северных диалектах (напр, кантонцы, жители Фуцзяни, хакка, и т. д.), они рассматриваются официально не как отдельные национальности, а как часть ханьской национальности.
В отдельные периоды число официально признанных групп отличалось. Так, при переписи 1953 года было указано 41 национальное меньшинство. А при переписи 1964 года было зарегистрировано 183 национальных меньшинства, из которых правительство признало только 54. Из оставшихся 129 народов 74 были включены в состав признанных 54, в то время как 23 были классифицированы как «другие» и 32 как «сомнительные».
В свою очередь, правительства специальных административных районов Гонконг и Макао также не делают различия между многими этническими группами Китая.

## Список этнических групп в Китае
Ниже в таблице сгруппированы по языковому критерию все 56 официальных национальностей с указанием китайского названия, самоназвания, языка, численности по данным Шестой Всекитайской переписи населения 2020 года и области расселения на территории страны.
| русское название                                                              | китайское название кит. (пиньинь)           | самоназвание                                                                       | язык | численность (2020) | расселение на территории КНР (2010) | примечание |
| ----------------------------------------------------------------------------- | ------------------------------------------- | ---------------------------------------------------------------------------------- | --- | ------------------ | --- | --- |
| китайские народы                                                              |                                             |                                                                                    | |                    | | |
| ханьцы                                                                        | 汉族 (Hàn Zú)                               | 汉族                                                                               | китайский язык, цунь, онг-бе, тибетский язык | 1 284 446 389      | повсеместно | включая цунь (кит. упр. 村族, пиньинь Cūn Zú), онг-бе, китайских евреев, индонезийцев |
| хуэйцзу                                                                       | 回族 (Huí Zú)                               | 回民, 回族, 回回                                                                   | дунганский и другие китайские диалекты, хэчжоу, канцзя, цатский язык, бай, селибу | 11 377 914         | Нинся-Хуэйский автономный район (2,17 млн), компактно — в Синьцзян-Уйгурском автономном районе (980 тысяч), а также в провинциях Ганьсу (1,25 млн), Хэнань (950 тысяч)，Цинхай (830 тысяч)， Юньнань (690 тысяч)，Хэбэй (570 тысяч)，Шаньдун (535 тысяч) и др. | включая уцулов (кит. упр. 回辉族, пиньинь Huíhuī Zú), канцзя (кит. упр. 康家, пиньинь Kāngjiā) |
| Тибето-бирманский либо китайский народ (подробнее см. статью о байском языке) |                                             |                                                                                    | |                    | | |
| бай                                                                           | 白族 (Bái Zú)                               | bairt‧zix [pɛ42‧tsi33, пэ-ци]                                                      | язык бай, китайский язык | 2 091 543          | 81 % — в провинции Юньнань, 9,3 % — Гуйчжоу, 6,0 % — Хунань | включая цисинминь, лунцзя и наньцзин, часть цайцзя |
| Тибето-бирманские народы                                                      |                                             |                                                                                    | |                    | | |
| и                                                                             | 彝族 (Yí Zú)                                | ꆈꌠ (Nuosu) [nɔ̄sū] (кит. 诺素)                                                    | Лолойские языки: носу, насу (кит. 纳苏), нису (кит. 尼苏), сани (кит. 撒尼), аси (кит. 阿细), аже, ажа, лалуо (кит. 腊罗) и лолопо (кит. 罗罗坡) (липо, кит. 理泼)                                       | 9 830 327          | 57,8 % — в провинции Юньнань, 30,3 % — Сычуань, 9,6 % — Гуйчжоу, несколько тысяч в Гуанси-Чжуанском автономном районе | включая фула (кит. упр. 浮拉族, пиньинь Fúlā Zú, вьет. Phù Lá), лати (кит. упр. 拉志族, пиньинь Lāzhì Zú, вьет. La Chí), лиминь, пупео (кит. упр. 普骠族, пиньинь Pǔpiào Zú, вьет. Pu Peo), буган.                                             |
| туцзя                                                                         | 土家族 (Tǔjiā Zú)                           | бисека (кит. 畢兹卡)                                                               | китайский язык, северный туцзя, южный туцзя | 9 587 732          | 31,5 % — в провинции Хунань, 25,1 % — Хубэй, 17,2 % — Гуйчжоу, 16,7 % — Чунцин | включая часть васян |
| тибетцы                                                                       | 藏族 (Zàng Zú)                              | тиб. བོད་པ, вайли bod pa (кит. 博)                                                  | тибетский язык | 7 060 731          | 43,2 % — Тибетском автономном районе, 23,8 % — в провинции Сычуань, 21,9 % — Цинхай, 7,8 % — Ганьсу, 2,3 % — Юньнань | включая шерпов (кит. упр. 夏尔巴人, пиньинь Xiàěrbā Rén), северных пуми (кит. упр. 差(䃰)没, пиньинь Cháméi), ладакхи |
| хани                                                                          | 哈尼族 (Hāní Zú)                            | Haqniq                                                                             | язык хани | 1 733 166          | Юньнань | включая акха (кит. упр. 阿卡族, пиньинь Ākǎ Zú) и бису (кит. упр. 比苏族, пиньинь Bǐsū Zú) |
| лису                                                                          | 傈僳族 (Lìsù Zú)                            | ꓡꓲ-ꓢꓴ, ꓡꓲꓢꓴ                                                                        | язык лису, язык бай | 762 996            | 95,1 % — в провинции Юньнань, 3,0 % — Сычуань | |
| лаху                                                                          | 拉祜族 (Lāhù Zú)                            | Ladhulsi, Kawzhawd                                                                 | язык лаху | 499 167            | Юньнань | |
| наси                                                                          | 纳西族 (Nàxī Zú)                            | Naqxi [nɑ̀hiˉ /nàhĭˊ]                                                               | язык наси | 323 767            | 95,0 % — в провинции Юньнань, 3,1 % — Сычуань | включая мосо (кит. упр. 摩梭人, пиньинь Mósuō Rén) |
| цян                                                                           | 羌族 (Qiāng Zú)                             | RRmea [ʐme], 尔马 (Ěrmǎ)                                                           | китайский язык, тибетский язык, североцянский язык, южноцянский язык | 312 981            | Сычуань | |
| цзинпо                                                                        | 景颇族 (Jǐngpō Zú)                          | Jingpo (Jinghpaw), Tsaiva, Lech                                                    | качинские языки, цзайва, мару, лаши, ачанский язык, хпон, нунг и лису. | 160 471            | Юньнань | включая цзайва (кит. упр. 载瓦族, пиньинь Zǎiwǎ Zú), лаши (кит. упр. 勒期族, пиньинь Lèqī Zú ) и мару (кит. упр. 嬷鲁族, пиньинь Mālǔ Zú) |
| пуми                                                                          | 普米族 (Pǔmǐ Zú)                            | [phʐẽmi] (кит. 普日米， 培米)                                                      | язык пуми, тибетский язык | 45 012             | Юньнань | |
| ачаны                                                                         | 阿昌族 (Āchāng Zú)                          | Ngac’ang                                                                           | ачанский язык | 43 775             | Юньнань | |
| ну                                                                            | 怒族 (Nù Zú)                                | эну (кит. 峨努), нусу (кит. 怒苏), ану (кит. 阿怒), нулун (кит. 怒龙)              | нусу | 36 575             | Юньнань | включая анонг (кит. упр. 农族, пиньинь Nóng Zú) |
| дино                                                                          | 基诺族 (Jīnuò Zú)                           | [tɕyno], [kino]                                                                    | язык дино | 26 025             | Юньнань | |
| мэньба                                                                        | 门巴族 (Ménbā Zú)                           | тиб. མོན་པ, вайли mon pa                                                            | язык мэньба, тибетский язык | 11 143             | Тибетский автономный район | |
| дулуны                                                                        | 独龙族 (Dúlóng Zú)                          | [tɯɹɯŋ]                                                                            | дулунский язык | 7310               | Юньнань | |
| лоба                                                                          | 珞巴族 (Luòbā Zú)                           | богар (博嘎尔/博嘎而), нинпо (宁波), банпо (邦波), дэгэнь (德根)                   | язык лоба, тибетский язык | 4237               | Тибетский автономный район | |
| Тайские народы                                                                |                                             |                                                                                    | |                    | | |
| чжуаны                                                                        | 壮族 (Zhuàng Zú)                            | Bouxcuengh (ранее Bouчcueŋь) (кит. 布壮)                                           | чжуанский язык, э, китайский язык | 19 568 546         | Гуанси-Чжуанский автономный район (14,44 млн), Юньнань (1,21 млн), Гуандун (870 тысяч) | включая буян (кит. упр. 布央族, пиньинь Bùyāng Zú) |
| буи                                                                           | 布依族 (Bùyī Zú)                            | Buxqyaix [pu ʔjai] (кит. 布雅伊)                                                   | язык буи | 3 576 752          | 87,4 % — Гуйчжоу, 4,4 % — Чжэцзян | включая мо (кит. упр. 莫家族, пиньинь Mòjiā Zú), тхен (кит. упр. 扬黄族, пиньинь Yánghuáng Zú) и ай-чам (кит. упр. 唉查么族, пиньинь Āicháme Zú)                                                                                               |
| дун                                                                           | 侗族 (Dòng Zú)                              | Gaeml [kɐm]                                                                        | язык дун | 3 495 993          | Гуйчжоу (1,43 млн), Хунань (850 тысяч), Гуанси-Чжуанский автономный район (300 тысяч) | |
| дайцы                                                                         | 傣族 (Dǎi Zú)                               | [tai51]                                                                            | лы (кит. упр. 傣仂, пиньинь Dǎilè), тай-ныа (кит. упр. 傣那, пиньинь Dǎinà), тай-понг (кит. упр. 傣担, пиньинь Dǎidān), тай-дам (кит. упр. 傣绷, пиньинь Dǎibēng), тай-я (кит. упр. 傣雅, пиньинь Dǎiyǎ) | 1 329 985          | Юньнань | включая лы (кит. упр. 卢族, пиньинь Lú Zú, вьет. Lự), канг |
| шуйцы                                                                         | 水族 (Shuǐ Zú)                              | sui                                                                                | шуйский язык | 495 928            | Гуйчжоу | |
| мулао                                                                         | 仫佬族 (Mùlǎo Zú)                           | [mu6lam1]                                                                          | язык мулао | 277 233            | Гуанси-Чжуанский автономный район (170 тысяч)，Гуйчжоу (25 тысяч) | |
| маонань                                                                       | 毛南族 (Màonán Zú)                          | Anan (кит. 阿难)                                                                   | язык маонань | 124 092            | Гуанси-Чжуанский автономный район (65 тысяч)，Гуйчжоу (27 тысяч) | |
| Кадайские народы                                                              |                                             |                                                                                    | |                    | | |
| гэлао                                                                         | 仡佬族 (Gēlǎo Zú)                           | [klau]                                                                             | язык гэлао | 677 521            | Гуйчжоу (495 тысяч) | включая часть цайцзя |
| Народы ли                                                                     |                                             |                                                                                    | |                    | | |
| ли                                                                            | 黎族 (Lí Zú)                                | hlai                                                                               | язык ли, китайский язык | 1 602 104          | Хайнань | |
| Народы мяо-яо                                                                 |                                             |                                                                                    | |                    | | |
| мяо                                                                           | 苗族 (Miáo Zú)                              | [m̥ɔ̃ŋ] хмонг                                                                        | хмонгские языки (хмонг, хму, хуэйшуйский мяо, сянси-мяо, ахмао и другие), маоцзя, линхуа, китайский язык                                                                                                 | 11 067 929         | 42,1 % — в провинции Гуйчжоу，21,8 % — Хунань，12,7 % — Юньнань，3,3 % — Чжэцзян，2,7 % — Гуандун, а также 5,1 % — в Чунцине и 5,0 % — в Гуанси-Чжуанском автономном районе                                                                                    | группа народов, говорящих на хмонгских языках; включают также лаба, часть васян |
| яо                                                                            | 瑶族 (Yáo Zú)                               | [mĭɛn] (кит. 民, 勉)                                                               | ю-мьен, киммун и другие мьенские языки, шаочжоу тухуа, пахнг | 3 309 341          | 53,4 % — в Гуанси-Чжуанском автономном районе, 25,5 % — в провинции Хунань, 9,9 % — Гуандун, 7,9 % — Юньнань, 1,5 % — Гуйчжоу | группа народов, говорящих на мьенских языках; включают также патхен (кит. упр. 巴腾族, пиньинь Bāténg Zú, вьет. Pà Thén), ежун (кит. упр. 耶容族, пиньинь Yēróng Zú), жаоцзя                                                                   |
| шэ                                                                            | 畲族 (Shē Zú)                               | [hɔ22 ne53] Hone (кит. 活聂)                                                       | китайский язык, язык шэ | 746 385            | 51,6 % — в провинции Фуцзянь, 23,5 % — Чжэцзян, 12,9 % — Цзянси, 5,2 % — Гуйчжоу | включая дунцзя |
| Мон-кхмерские народы                                                          |                                             |                                                                                    | |                    | | |
| ва                                                                            | 佤族 (Wǎ Zú)                                | Ba rāog (кит. 巴饶)                                                                | язык ва | 430 977            | Юньнань | |
| буланы                                                                        | 布朗族 (Bùlǎng Zú)                          | Blang                                                                              | язык булан | 127 345            | Юньнань | включая манг, маньми |
| цзин (кинь, вьеты)                                                            | 京族 (Jīng Zú)                              | 𠊛京 người Kinh, 𠊛越 người Việt                                                   | вьетнамский язык | 33 112             | Гуанси-Чжуанский автономный район | |
| палаунг (дэаны)                                                               | 德昂族 (Déáng Zú)                           | Ang (昂), Leng (冷), Liang (梁), Bulei (布雷), Na’annuomai (纳安诺买)              | языки палаунг | 22 354             | Юньнань | |
| Монгольские народы                                                            |                                             |                                                                                    | |                    | | |
| монголы                                                                       | 蒙古族 (Měnggǔ Zú)                          | ᠮᠣᠩᠭᠣᠯ, монгол                                                                     | монгольский язык, кадо (язык), бурятский язык, ойратский язык, китайский язык, тибетский язык | 6 290 204          | 70,6 % — в автономном районе Внутренняя Монголия, 11,0 % — в провинции Ляонин, 3,0 % — Хэбэй, 2,6 % — в Синьцзян-Уйгурском автономном районе, 2,4 — в провинции Гирин, 2,1 — Хэйлунцзян, 1,7 % — Цинхай                                                        | включая тувинцев (кит. упр. 图瓦人, пиньинь Túwǎ Rén), калмыков (кит. упр. 卡尔梅克人, пиньинь Kǎěrméikè Rén), бурят (кит. упр. 布里亚特人, пиньинь Bùlǐyàtè Rén), алтайцев (кит. ойрот ren) и др.                                             |
| дунсян                                                                        | 东乡族 (Dōngxiāng Zú)                       | сарта (кит. 撒尔塔) или санта                                                      | дунсянский язык, танван | 774 947            | 87,9 % — в провинции Ганьсу, 9,9 % — в Синьцзян-Уйгурском автономном районе | |
| ту                                                                            | 土族 (Tǔ Zú)                                | [maŋɡuer / moŋɡuer] (кит. 蒙古尔)                                                  | монгорский язык, утунь (кит. 五屯话) | 281 928            | 71 % — в провинции Цинхай, 11 % — в провинции Ганьсу | |
| дауры                                                                         | 达斡尔族 (Dáwòěr Zú)                        | [taɡʊːr / taɢʊːr]                                                                  | даурский язык, китайский язык | 132 299            | Внутренняя Монголия (76 тысяч), Хэйлунцзян (40 тысяч), Синьцзян-Уйгурский автономный район (5,5 тысяч) | |
| баоань                                                                        | 保安族 (Bǎoān Zú)                           | [bɵ:ŋɑn / ˌpaoˈnaŋ]                                                                | баоаньский язык, китайский язык | 24 434             | 90,5 % — в провинции Ганьсу, 4,5 % — Цинхай, 2,8 % — в Синьцзян-Уйгурском автономном районе | |
| Тюркские народы                                                               |                                             |                                                                                    | |                    | | |
| уйгуры                                                                        | 维吾尔族 (Wéiwúěr Zú)                       | ئۇيغۇر Uyƣur [ʔʊɪ'ʁʊː]                                                             | уйгурский язык, китайский язык, эйну | 11 774 538         | Синьцзян-Уйгурский автономный район, Хунань | включая эйну |
| казахи                                                                        | 哈萨克族 (Hāsàkè Zú)                        | قازاقتار қазақтар [qɑzɑqtɑr]                                                       | казахский язык китайский язык | 1 562 518          | 97 % в Синьцзян-Уйгурском автономном районе, а также в провинциях Ганьсу и Цинхай, в Шанхае | |
| киргизы                                                                       | 柯尔克孜族 (Kēěrkèzī Zú)                    | قىرغىزدار кыргыздар, фуюй. [gɨr.gɨs]                                               | киргизский язык, фуюйско-кыргызский язык, монгольский язык | 204 402            | Синьцзян-Уйгурский автономный район, Хэйлунцзян | включая фуюйских кыргызов |
| салары                                                                        | 撒拉族 (Sǎlá Zú)                            | سالار salar                                                                        | саларский язык | 165 159            | 82,0 % — в провинции Цинхай, 10,3 % — Ганьсу, 2,9 % — в Синьцзян-Уйгурском автономном районе | |
| жёлтые уйгуры (юйгу)                                                          | 裕固族 (Yùgù Zú)                            | сар-юг. Sarïg Yogïr [sarɯɢ jʊɢʊr], шир-юг. Šera Yogor [ʃira jʊɢʊr] (кит. 萨里畏吾) | сары-югурский язык, шира-югурский язык, тибетский язык | 14 706             | 90,4 % — в провинции Ганьсу, 2,7 % — в Синьцзян-Уйгурском автономном районе | |
| узбеки                                                                        | 乌孜别克族 (Wūzībiékè Zú)                   | أۇزبېكلار O‘zbeklar                                                                | узбекский язык | 12 742             | Синьцзян-Уйгурский автономный район | |
| татары                                                                        | 塔塔尔族 (Tǎtǎěr Zú)                        | تاتارلار Tatarlar                                                                  | татарский язык | 3544               | преимущественно в Синьцзян-Уйгурском автономном районе | см. китайские татары |
| Тунгусо-маньчжурские народы                                                   |                                             |                                                                                    | |                    | | |
| маньчжуры                                                                     | 满族 (Mǎn Zú)                               | ᠮᠠᠨᠵᠤ Manju; кит. 满族                                                             | китайский язык, маньчжурский язык | 10 423 303         | Ляонин (5,33 млн), Хэбэй (2,17 млн), Гирин (860 тысяч), Хэйлунцзян (750 тысяч), Внутренняя Монголия (450 тысяч), Пекин (340 тысяч) | включая лужэнь |
| сибо                                                                          | 锡伯族 (Xíbó Zú)                            | [šivə]; манч. ᠰᡞᠪᡝ Sibe                                                            | маньчжурский язык (сибинский диалект), китайский язык | 191 911            | 69,5 % — в провинции Ляонин, 18,1 % — в Синьцзян-Уйгурском автономном районе, 4,0 % — в провинции Хэйлунцзян, 1,6 % — Гирин | |
| эвенки                                                                        | 鄂温克族 (Èwēnkè Zú)                        | эвэнкил                                                                            | эвенкийский язык, хамниганский язык, якутский язык | 34 617             | 85 % — во Внутренней Монголии, а также в Хэйлунцзяне | включают собственно эвенков (кит. упр. 吞古, пиньинь Tūngǔ, кит. упр. 通古斯, пиньинь Tōnggǔsī тунгусы), солонов (кит. упр. 索量, пиньинь Suǒliàng), хамниганов (кит. упр. 康尼感, пиньинь Kāngnígǎn), и якутов (кит. упр. 压库, пиньинь Yàkù) |
| орочоны                                                                       | 鄂伦春族 (Èlúnchūn Zú)                      | орочон                                                                             | эвенкийский язык (восточный диалект) | 9168               | 45,5 % — в провинции Хэйлунцзян, 41,9 % — в автономном районе Внутренняя Монголия | эвенки-оленеводы |
| нанайцы (хэчжэ)                                                               | 赫哲族 (Hèzhé Zú)                           | нāни~нāнай (кит. 那乃，那尼), хэǯэ най                                             | нанайский язык | 5373               | Хэйлунцзян | |
|                                                                               |                                             |                                                                                    | |                    | | |
| корейцы                                                                       | 朝鲜族 (Cháoxiǎn Zú)                        | 조선족, конц. чосонджок                                                            | корейский язык | 1 702 479          | Гирин (1,04 млн), Хэйлунцзян (330 тысяч), Ляонин (240 тысяч), Шаньдун (60 тысяч) | |
| Тайваньские народы                                                            |                                             |                                                                                    | |                    | | |
| гаошань                                                                       | 高山族 (Gāoshān Zú)                         |                                                                                    | тайваньские языки | 3479               | Преимущественно Тайвань, а также Шанхай, Пекин, Ухань, провинции Фуцзянь, Хэнань и Гуанси-Чжуанский автономный район | Общее название для коренных народов Тайваня. Указана численность проживающих на континенте. |
| Индоевропейские народы                                                        |                                             |                                                                                    | |                    | | |
| памирские таджики                                                             | 塔吉克族 (Tǎjíkè Zú)                        | تاجیک тоҷик, сар. [tuʤik]                                                          | ваханский язык, сарыкольский язык | 50 896             | Синьцзян-Уйгурский автономный район | ваханцы (кит. упр. 瓦罕人, пиньинь Wǎhànrén) и сарыкольцы (кит. упр. 撒里库尔(而), пиньинь Sàlǐkùěr(ér)) |
| русские                                                                       | 俄罗斯族 (Éluósī Zú)                        | русские                                                                            | русский язык, китайский язык | 16 136             | Синьцзян-Уйгурский автономный район (8,5 тысяч), Внутренняя Монголия (5 тысяч), Пекин (343), Хэйлунцзян (312), Шанхай (209) и др. | см. в том числе: русские в Синьцзян-Уйгурском автономном районе, албазинцы, Русское Трёхречье |
|                                                                               |                                             |                                                                                    | |                    | | |
| национальность не определена                                                  | национальность не определена                | национальность не определена                                                       | национальность не определена | 836 488            | 836 488 | 836 488 |
| иностранцы, принявшие китайское гражданство                                   | иностранцы, принявшие китайское гражданство | иностранцы, принявшие китайское гражданство                                        | иностранцы, принявшие китайское гражданство | 16 595             | 16 595 | 16 595 |

## Распределение провинций и регионов по национальностям (2000 год)
- Этнический состав населения административных образований КНР

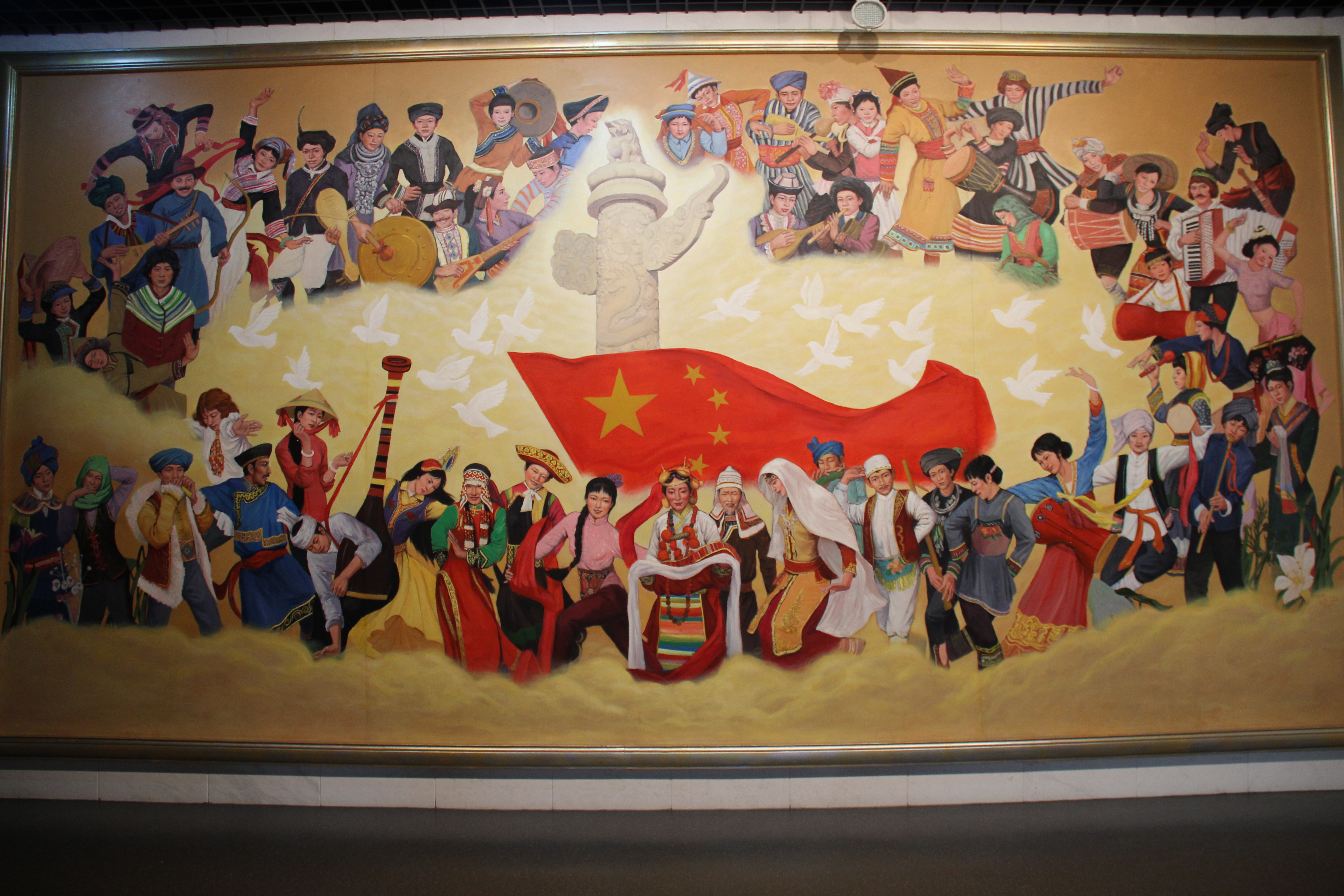
Народы Китая на картине в Музее китайских иероглифов, Аньян, КНР